# I racconti delle fate
Nel voltare in italiano i Racconti delle fate m'ingegnai, per quanto era in me, di serbarmi fedele al testo francese. Parafrasarli a mano libera mi sarebbe parso un mezzo sacrilegio. Ad ogni modo, qua e là mi feci lecite alcune leggerissime varianti, sia di vocabolo, sia di andatura di periodo, sia di modi di dire: e questo ho voluto notare qui in principio, a scanso di commenti, di atti subitanei di stupefazione e di scrupoli grammaticali o di vocabolario.

Peccato confessato, mezzo perdonato: e così sia.»
(Prefazione)
I racconti delle fate è una raccolta di fiabe tradotte da Carlo Collodi per l'editore Paggi di Firenze, e pubblicata nel 1876.
Contiene l'adattamento italiano delle nove celebri fiabe di Charles Perrault contenute ne I racconti di mamma l'oca, insieme a quattro di Madame d'Aulnoy e due di Madame Leprince de Beaumont.

## Storia editoriale
Nel 1875 Collodi ricevette da Paggi l'ordine di tradurre le fiabe, pubblicate effettivamente l'anno successivo. Paggi fece accompagnare il testo con sei tavole in nero fuori testo (illustrazioni xilografiche) di Enrico Mazzanti. Questa versione, pur prendendosi diverse libertà per stessa ammissione di Collodi, creò un modello di traduzione dei titoli delle fiabe ancora ad oggi in uso. Sono infatti creazioni di Collodi titoli quali: Cappuccetto rosso, Il gatto con gli stivali e Barbablù, prima di allora note come: Il piccolo cappello rosso o Berrettina rossa, Il gatto stivalato e La Barba turchina.
Nel 1887 Paggi riedita la raccolta con una nuova serie di illustrazioni, sempre ad opera di Mazzanti, stavolta con uno stile meno realistico e più caricaturale, influenzato in parte dal lavoro svolto quattro anni prima con Le avventure di Pinocchio, sempre di Collodi. L'opera viene ripubblicata per la terza volta da Bemporad dopo la morte di Collodi, nel 1892.

## Edizioni
- I racconti delle fate voltati in italiano da C. Collodi, illustrazioni di Enrico Mazzanti, Ernesto Ballarini, Firenze, F. Paggi, 1876, SBN UM10072909. 2. ed., Firenze, Paggi, 1887, SBN UBO2957267.  3. ed. novamente illustrata da E. Mazzanti, Firenze, Bemporad & figlio, 1892, SBN RAV1311212.
- I racconti delle fate, illustrazioni di Gustave Doré, prefazione di Giuseppe Pontiggia, Collana Biblioteca, n. 67, Milano, Adelphi, 1976, ISBN 978-88-459-0101-0, SBN UM10072909.
- I racconti delle fate, illustrazioni di Giuliano Ferri, Roma, Gallucci, 2013, ISBN 978-88-6145-434-7, SBN PAV0068247.
- François Bouchard (a cura di), I racconti delle fate; Storie allegre, prefazione di Guido Conti, Edizione nazionale Collodi, vol. 4, Firenze, Giunti, 2015, ISBN 978-88-09-79859-5, SBN CFI0912001.